# Kanton Dijon-7
Dijon-7 is een voormalig kanton van het Franse departement Côte-d'Or. Het kanton maakte deel uit van het arrondissement Dijon. Het werd opgeheven bij decreet van 18 februari 2014, met uitwerking op 22 maart 2015.
Het kanton omvat uitsluitend een deel van de gemeente Dijon.